# Kwiatuszki Wielkie
Kwiatuszki Wielkie (niem. Groß Blumenau) – wieś w Polsce położona w województwie warmińsko-mazurskim, w powiecie szczycieńskim, w gminie Rozogi.
W latach 1975–1998 miejscowość administracyjnie należała do województwa ostrołęckiego.
Kwiatuszki Wielkie zostały założone 6 maja 1811 r. W 1858 r. wieś liczyła 36 domów i 15 włók. Szosę do Rozóg zbudowano w latach 1934–1936. Budynek szkoły powstał w latach 1895/1896, w okresie międzywojennym do szkoły uczęszczało 80-100 uczniów. Kwiatuszki Wielkie w 1938 r. liczyły 370 mieszkańców, z tego 259 zajmowało się rolnictwem, 40 rzemiosłem, a 6 handlem i usługami. Obecnie (31.12.2007) miejscowość liczy 135 mieszkańców.